# 9656 Kurokawahiroki
9656 Kurokawahiroki è un asteroide della fascia principale. Scoperto nel 1996, presenta un'orbita caratterizzata da un semiasse maggiore pari a 2,3703800 au e da un'eccentricità di 0,1713736, inclinata di 5,14045° rispetto all'eclittica.